# الواسطة بين الحق والخلق
الواسطة بين الحق والخلق. كتاب صغير الحجم لشيخ الإسلام ابن تيمية في العقيدة والتوحيد، تكلم فيه عن أنواع الوسائط والتوسل والتوحيد والشرك وغيرها من مسائل العقيدة المهمة.

## مقدمة الرسالة
(قل الحمد لله و سلام على عباده الذين اصطفى، الله خير أما تشركون)، أما بعد فهذه رسالة في رجلين تناظرا فقال أحدهما لا بد لنا من واسطة بيننا وبين الله فإنا لا نقدر أن نصل إليه بغير ذلك.

## مواضيع الكتاب
- الرسل واسطة تبليغ
- الرسل لا يجلبون النفع
- العلماء ورثة الأنبياء
- أنواع الوسائط المردودة
- الشفاعة الباطلة والصحيحة
- مقدار الاسباب
- الدعاء المشروع والشفاعة
- نِعم الدنيا والدين
- الوسائط من الشرك
- الخشية لله وحده
- الرسول يحقق التوحيد
- الأساب المشروعة والغير المشروعة
- لا تدعوا مع الله أحدا (شعر)
- إلــهي أنت المُغيث وحدك (شعر)